# Nilus von Rossano

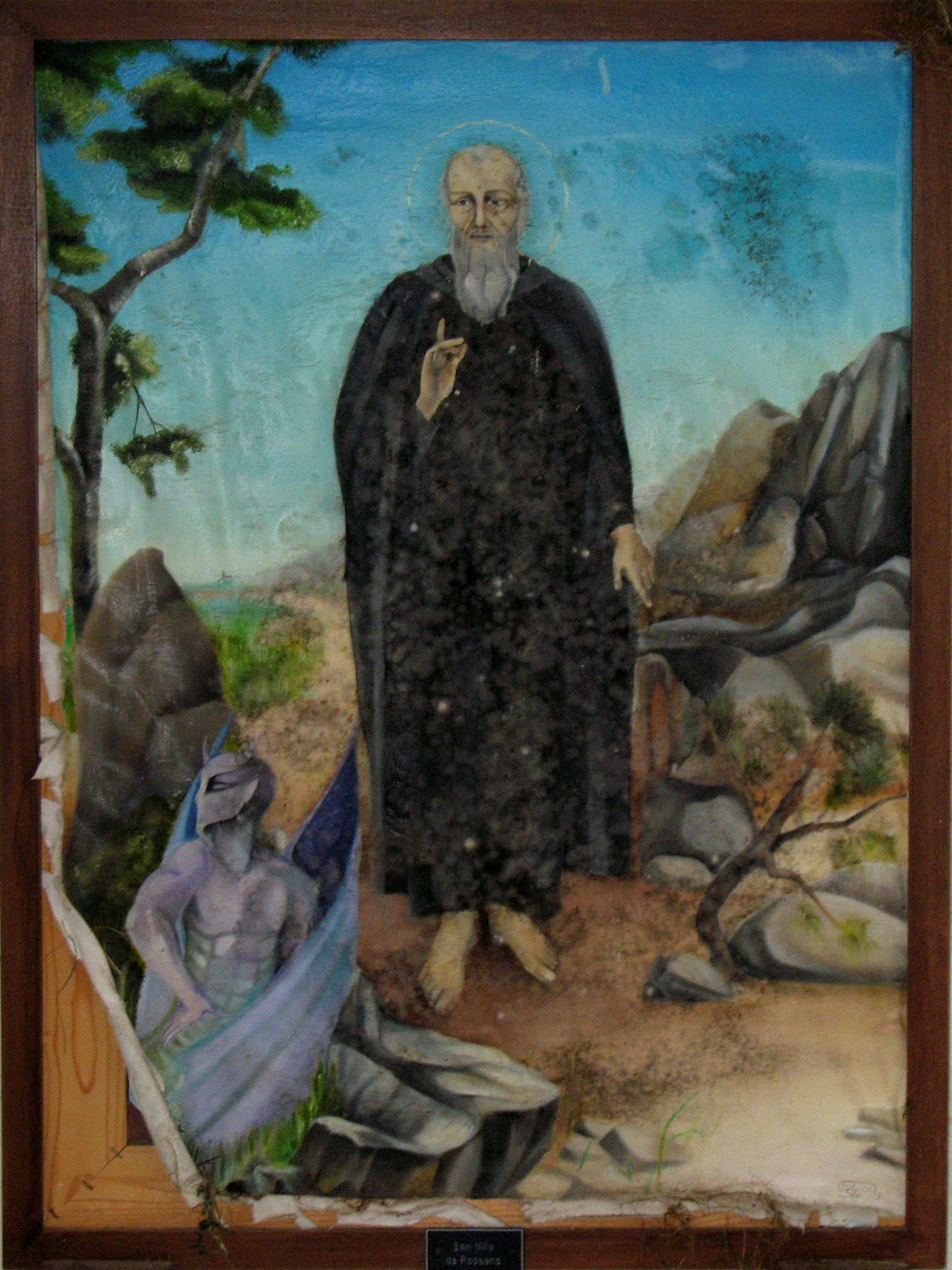
Porträt des hl. Nilus von Rossano

Der heilige Nilus der Jüngere (Νεῖλος), oder nach seinem Geburtsort Nilus von Rossano (* um 910; † 26. September 1004), war vornehmer griechischer Herkunft und lebte als Mönch vornehmlich in Süditalien (u. a. Rossano, Santa Maria del Patire) sowie in der Umgebung von Rom. 
Bevor er sich der monastischen Lebensform zuwandte, hatte er eine Familie. In der Landschaft Merkourion, einem Kerngebiet des griechischen Mönchtums, lebte er unter der geistlichen Leitung des Heiligen Fantinus des Jüngeren. Als Mönch engagierte er sich für die Verbreitung der Regel des Hl. Basilius, an der sich heute noch alle orthodoxen Klöster orientieren. Er war für sein asketisches Leben (zeitweise als Einsiedler), seine Tugend und seine theologische Bildung berühmt. Nach 950 gründete er in der Nähe seiner Heimatstadt das Kloster Sant’Adriano bei San Demetrio Corone. Um 980 wich er muslimischen Raubzügen aus und zog mit einer Gruppe von Schülern nach Montecassino. Dort wurde ihm das Kloster San Michele in Valleluce zum Aufenthalt zur Verfügung gestellt. Nach rund 15 Jahren zog er zunächst nach Serperi bei Gaeta, später in die Nähe von Rom. Er ist auch mit Otto III. zusammengetroffen. Sein bleibendes Hauptwerk war die Gründung der griechischen Abtei Grottaferrata in der Nähe von Rom, gemeinsam mit dem ebenfalls aus Rossano stammenden Bartholomäus. Auch als Kalligraph hat er sich einen Namen gemacht. Gedenktag des heiligen Nilus ist sowohl nach dem Heiligenkalender der katholischen als auch der orthodoxen Kirche der 26. September.